# Wágner (ur. 1950)
Wágner, właśc. Roberto Wágner Chinoca (ur. 2 maja 1950 w São Paulo) – piłkarz brazylijski, występujący na pozycji obrońcy.

## Kariera klubowa
W karierę piłkarską Wágner rozpoczął w klubie AD São Caetano. W latach 1970–1974 występował w Corinthians Paulista. W Corinthians 22 października 1972 w zremisowanym 0-0 meczu z Botafogo FR Wágner zadebiutował w lidze brazylijskiej. W latach 1976–1980 występował na przemian w klubach z Ribeirão Preto Comercialu i Botafogo.
W latach 1981–1982 był zawodnikiem Pinheiros Kurytyba. W barwach Pinheiros Wágner wystąpił ostatni raz w lidze brazylijskiej 15 lutego 1981 w zremisowanym 2-2 meczu z Portuguesą São Paulo. Ogółem w I lidze wystąpił w 166 meczach i strzelił 8 bramek. Ogółem w barwach Fluminense wystąpił w 78 meczach i strzelił 2 bramki.

## Kariera reprezentacyjna
W 1972 roku Wágner uczestniczył w Igrzyskach Olimpijskich w Monachium. Na turnieju Wágner wystąpił w meczu grupowym reprezentacji Brazylii z Iranem.